# Tenke
Tenke est une localité qui se trouve dans la République démocratique du Congo précisément au Lualaba dans le territoire de Lubudi, zone de Kolwezi.
Tenke est une ville importante pour le Congo, car c'est l'interconnexion ferroviaire qui relie le chemin de fer de Benguela, qui vient de l'ouest, et le chemin de fer Le Cap – Le Caire, dans une direction sud-nord. Par la ligne de chemin de fer de Benguela, la ville accède à Kolwezi, Dilolo, Luena, Huambo et Lobito. Par la ligne Cabo-Caire, Tenke accède aux villes de Sakania, Lubumbashi, Kamina et Kindu.
Le 5 mars 2018, le transport du minerai a repris depuis la mine de Tenke Fungurume d'où sont extraits le cuivre et le cobalt, et les cargaisons ont été acheminées vers le port de Lobito, en bordure de l'océan Atlantique. À partir de cette date, le chemin de fer est devenu pleinement opérationnel, reliant Tenke à Lobito, en Angola.